# Karin Kavli
Karin Kristina Margareta Carlson-Kavli, född Carlson 21 juni 1906 i Bromma, död 8 mars 1990 i Maria Magdalena församling i Stockholm, var en svensk skådespelare och teaterchef. 

## Biografi
Kavli studerade vid Dramatens elevskola 1926–1929 och var premiärelev där 1928–1929. 1929–1930 bedrev hon teaterstudier i Wien och Berlin. 1931 lämnade hon Dramaten och var 1932–1934 och 1936 knuten i Gösta Ekmans ensemble på Vasateatern.  Hon debuterade på Dramaten som Den grönklädda i Henrik Ibsens Peer Gynt och fick sitt stora genombrott 1929 som Kassandra i Aischylos Agamemnon på Stockholms konserthus. Hon arbetade därefter vid olika teatrar bland annat Oscarsteatern och Nya teatern, innan hon 1945 återvände till Dramaten där hon sedan spelade ända fram till 1988, med avbrott under långa perioder. Under avbrottsperioderna var hon verksam vid Vasateatern och Helsingborgs stadsteater, samt chef för Göteborgs Stadsteater 1953–1962. 
Under sommarmånaderna uppträdde Kavli som primadonna i folkparkerna och som ledare för ett eget teatersällskap. Hon turnerade även regelbundet för Folkparksteatern 1938–1952. Ibland hade hon tid att vara uppläserska, som i "Dansk rapsodi" på Nya Teatern våren 1942. Hennes åsikter kunde efterfrågas i pressen även i allmänfrågor utan koppling till yrket. Hon var även engagerad vid Radioteatern.
Kavli är begravd på Bromma kyrkogård i Stockholms län.
Publikationen Vårt Göteborg skrev den 12 november 2001: "Utanför Stadsteaterns södra entré finns en liten plats, på vårarna en omtyckt solhörna, som saknar namn. Denna plats i solen blir nu "Karin Kavlis Plats". En skylt utmärker densamma.

## Privatliv
Karin Kavli gifte sig med direktör Knut Kavli 1935. Han var son till Olav Kavli, som grundade livsmedelsföretaget Kavli.

## Priser och utmärkelser
- 1942 – Gösta Ekman-stipendiet
- 1978 – Litteris et Artibus
- 1981 – Svenska Akademiens teaterpris

## Filmografi
- 1933 – Kanske en diktare
- 1933 – Farmors revolution
- 1935 – Valborgsmässoafton
- 1935 – Under falsk flagg
- 1938 – En kvinnas ansikte
- 1939 – Efterlyst
- 1941 – Bara en kvinna
- 1942 – Gula kliniken
- 1943 – Som du vill ha mej
- 1943 – Ombyte av tåg

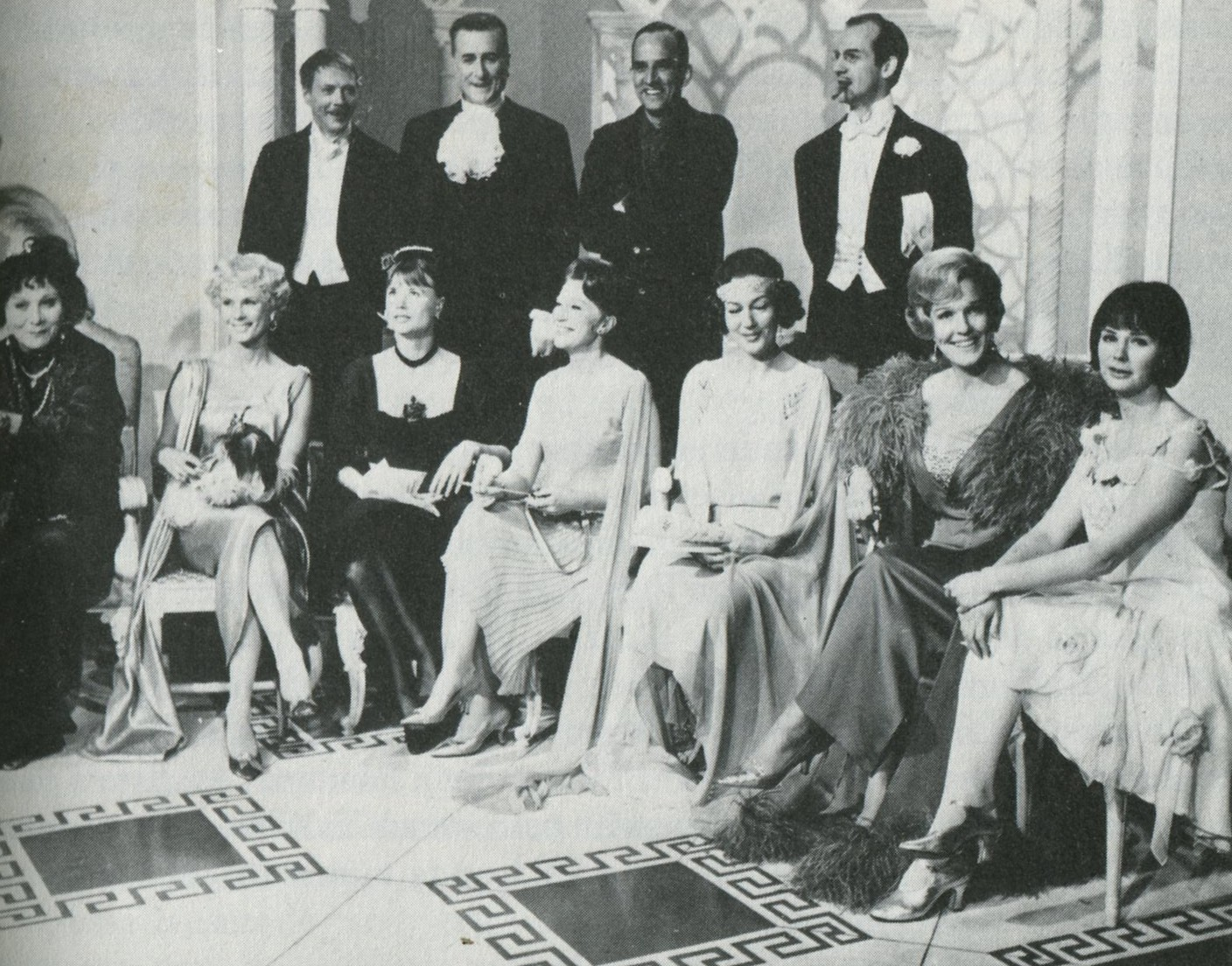
Hela truppen från filmen För att inte tala om alla dessa kvinnor från 1964. Stående fr.v.: Allan Edwall, Georg Funkquist, Ingmar Bergman och Jarl Kulle. Sittande fr.v.: Karin Kavli, Bibi Andersson, Harriet Andersson, Gertrud Fridh, Barbro Hiort af Ornäs, Eva Dahlbeck och längst ut till höger Mona Malm.

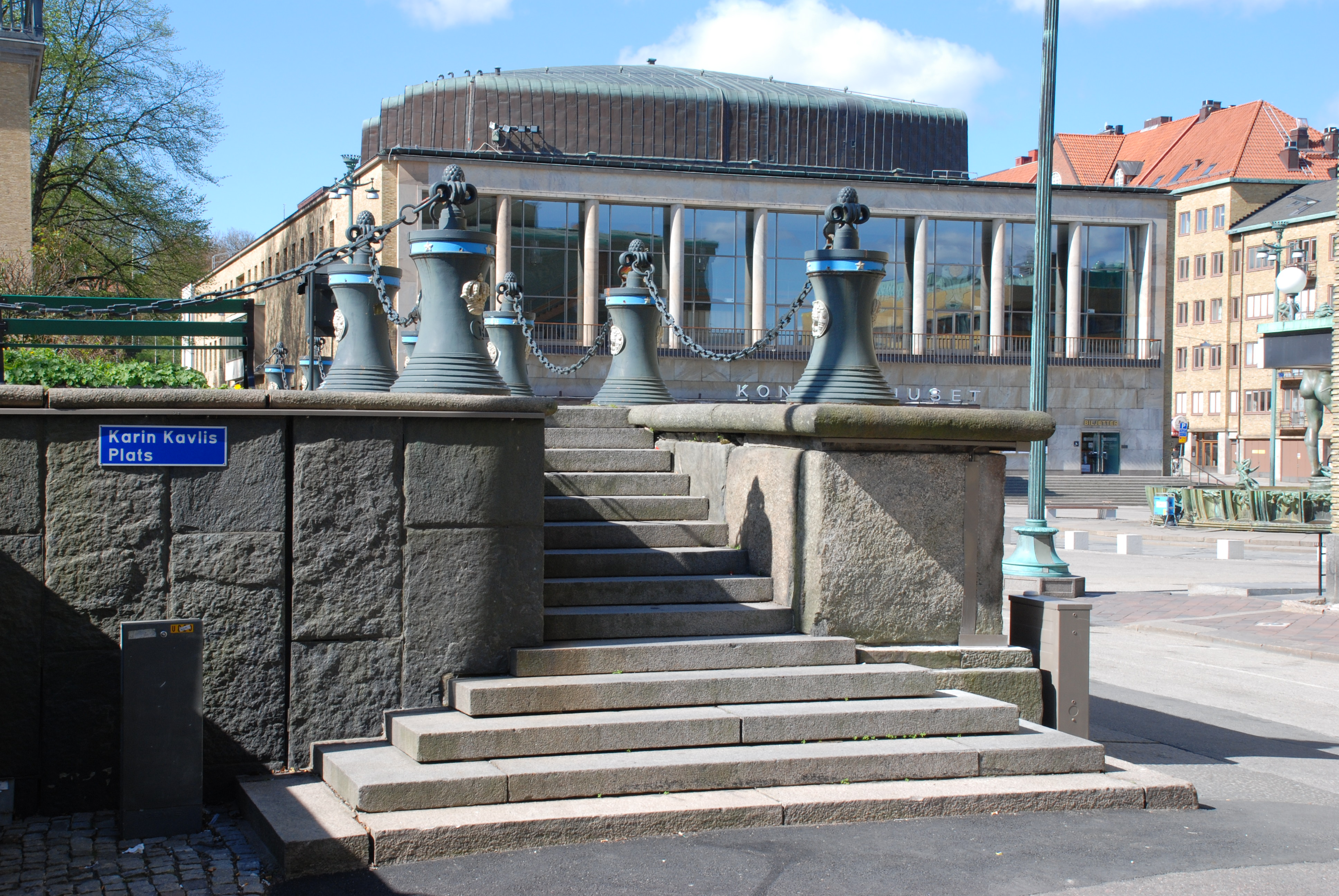
Karin Kavlis plats, vid Götaplatsen i Göteborg.

- 1944 – ...och alla dessa kvinnor
- 1945 – Lidelse
- 1951 – Dårskapens hus
- 1962 – Generalskan (TV-teater)
- 1964 – För att inte tala om alla dessa kvinnor
- 1965 – Hans nåds testamente (TV-teater)
- 1966 – Skuggan av Mart (TV-teater)
- 1966 – Ön
- 1966 – Hotet (TV-teater)
- 1968 – Beslut i morgondagen (TV-teater)
- 1972–1973 – Ett resande teatersällskap (TV-serie)
- 1978 – Grabbarna i 57:an eller Musikaliska gänget (TV-serie)
- 1983 – Farmor och vår Herre (TV-serie) (TV-serie)
- 1985 – Yerma (TV-teater)

## Teater

### Roller (ej komplett)
| År   | Roll                        | Produktion                                                                | Regi                 | Teater                            |
| ---- | --------------------------- | ------------------------------------------------------------------------- | -------------------- | --------------------------------- |
| 1928 | Lotte Kilman                | Hoppla, vi lever! Ernst Toller                                            | Per Lindberg         | Dramaten                          |
| 1928 | Iris                        | Fåglarna Aristofanes                                                      | Olof Molander        | Dramaten                          |
| 1929 | Fru de Verdières            | Äventyret Gaston Arman de Caillavet och Robert de Flers                   | Karl Hedberg         | Dramaten                          |
| 1929 | Dona Juana                  | Don Gil av gröna byxor Tirso de Molina                                    | Rudolf Wendbladh     | Helsingborgs stadsteater          |
| 1929 | Anna                        | Periferi František Langer                                                 | Rudolf Wendbladh     | Helsingborgs stadsteater          |
| 1930 | Ernestine Muche             | Topaze Marcel Pagnol                                                      | Gustaf Linden        | Dramaten                          |
| 1931 | Dorothy                     | Fadershjärtat W. Somerset Maugham                                         | Alf Sjöberg          | Dramaten                          |
| 1931 |                             | 9 till 6 Aimée Stuart och Philip Stuart                                   | Pauline Brunius      | Oscarsteatern                     |
| 1932 | Louka, kammarjungfru        | Hjältar George Bernard Shaw                                               | John W. Brunius      | Oscarsteatern                     |
| 1932 | Tessie Kearns               | Till Hollywood (Merton of the Movies) George S. Kaufman och Marc Connelly | Gösta Ekman          | Vasateatern                       |
| 1932 | Jane Viding                 | Kanske en diktare Ragnar Josephson                                        | Gösta Ekman          | Vasateatern                       |
| 1932 | Laura                       | Gröna hissen (Fair and Warmer) Avery Hopwood                              | Gösta Ekman          | Vasateatern                       |
| 1932 | Pearl                       | Broadway Philip Dunning och George Abbott                                 | Mauritz Stiller      | Vasateatern                       |
| 1933 | Fru Kendall Frayne          | Mannen och hans omoral (The Second Man) Samuel Nathaniel Behrman          | Gösta Ekman          | Vasateatern                       |
| 1933 | Änkefurstinnan Olympia      | Högre skolan (Olimpia) Ferenc Molnár                                      | Gösta Ekman          | Vasateatern                       |
| 1933 | Dora                        | Middag kl. 8 (Dinner at Eight) George S. Kaufman och Edna Ferber          | Gösta Ekman          | Vasateatern                       |
| 1934 | Procula                     | Långfredag (Good Friday) John Masefield                                   | Per Lindberg         | Vasateatern                       |
| 1934 | Miss Janus                  | London City John van Druten                                               | Gunnar Olsson        | Vasateatern                       |
| 1934 | Irma Bonalt                 | En hederlig man Sigfrid Siwertz                                           | Alf Sjöberg          | Dramaten                          |
| 1935 | Glada Kalle                 | Kvartetten som sprängdes Birger Sjöberg                                   | Rune Carlsten        | Dramaten                          |
| 1936 | Geneviève                   | Cassini de Paris Rudolf Lothar och Hans Adler                             | Harry Roeck Hansen   | Vasateatern                       |
| 1936 | Cybel                       | Den store guden Brown Eugene O'Neill                                      | Per Lindberg         | Vasateatern                       |
| 1936 | Prinsessan                  | En dotter av Kina Hsiung Shih-i                                           | Johan Falck          | Blancheteatern                    |
| 1937 | Cora                        | Vår egen tid Leck Fischer                                                 | Martha Lundholm      | Vasateatern                       |
| 1938 | Gladys                      | George and Margaret Gerald Savory                                         | Edvin Adolphson      | Oscarsteatern                     |
| 1938 | Sylvia Fowler               | Kvinnorna Clare Boothe Luce                                               | Rune Carlsten        | Dramaten                          |
| 1939 | Antonia                     | Bridgekungen Paul Armont och Léopold Marchand                             | Rune Carlsten        | Dramaten                          |
| 1939 | Cynthia Randolph            | Guldbröllop Dodie Smith                                                   | Carlo Keil-Möller    | Dramaten                          |
| 1940 | Eva Grandén                 | Medelålders herre Sigfrid Siwertz                                         | Rune Carlsten        | Dramaten                          |
| 1941 | Christina                   | Christina August Strindberg                                               | Per-Axel Branner     | Nya teatern                       |
| 1942 | Julie                       | Fröken Julie August Strindberg                                            | Per-Axel Branner     | Nya Teatern                       |
| 1943 | Irina                       | Måsen (Чайка, Tjajka) Anton Tjechov                                       | Per-Axel Branner     | Nya Teatern                       |
| 1944 | Grace Mason                 | Serenad Staffan Tjerneld och Lajos Lajtai                                 | Leif Amble-Naess     | Oscarsteatern                     |
| 1947 | Dottern                     | Ett drömspel August Strindberg                                            | Olof Molander        | Göteborgs stadsteater             |
| 1948 | Lady Macbeth                | Macbeth William Shakespeare                                               | Ingmar Bergman       | Göteborgs stadsteater             |
| 1949 |                             | Brott och brott August Strindberg                                         | Knut Ström           | Göteborgs stadsteater             |
| 1949 | Blanche du Bois             | Spårvagn till lustgården Tennessee Williams                               | Ingmar Bergman       | Göteborgs stadsteater             |
| 1950 | Mari-Gaila                  | Guds ord på landet Ramón del Valle-Inclán                                 | Ingmar Bergman       | Göteborgs stadsteater             |
| 1951 | Georgie Elgin               | Mannen du gav mig Clifford Odets                                          | Ingmar Bergman       | Folkparksturné                    |
| 1951 | Serafina Delle Rose         | Den tatuerade rosen Tennessee Williams                                    | Ingmar Bergman       | Stadsteatern Norrköping-Linköping |
| 1952 | Serafina Delle Rose         | Den tatuerade rosen Tennessee Williams                                    | Ingmar Bergman       | Folkparksturné                    |
| 1952 | Kersti                      | Kronbruden August Strindberg                                              | Ingmar Bergman       | Malmö stadsteater                 |
| 1952 | Martha                      | Vem är rädd för Virginia Woolf? Edward Albee                              | Ingmar Bergman       | Dramaten                          |
| 1959 |                             | Ljuva ungdomstid Eugene O'Neill                                           | Sam Besekow          | Göteborgs stadsteater             |
| 1964 | Trotjänarinnan              | Tre knivar från Wei Harry Martinson                                       | Ingmar Bergman       | Dramaten                          |
| 1966 | Medverkande                 | Sedan vi gått Lars-Levi Laestadius                                        | Lars-Levi Laestadius | Stockholms stadsteater            |
| 1968 | Bernarda Alba               | Bernardas hus Federico Garcia Lorca                                       | Bengt Ekerot         | Stockholms stadsteater            |
| 1977 | Varvara Petrovna Stavrogina | Onda andar Fjodor Dostojevskij                                            | Ernst Günther        | Dramaten                          |
| 1980 | Dr Mathilde von Zhand       | Fysikerna Friedrich Dürrenmatt                                            | Per Sjöstrand        | Dramaten                          |

### Regi (ej komplett)
| År   | Produktion                                    | Upphovsmän                                | Teater                           |
| ---- | --------------------------------------------- | ----------------------------------------- | -------------------------------- |
| 1950 | Lucienne och slaktaren Lucienne et le boucher | Marcel Aymé                               | Folkparksturné                   |
| 1950 | Den långa kniven The big knife                | Clifford Odets Översättning Eva Tisell    | Norrköping-Linköping stadsteater |
| 1951 | Jag älskar min son Burning Bright             | John Steinbeck Översättning Nils Holmberg | Norrköping-Linköping stadsteater |
| 1951 | Jungfruleken Les Bonnes                       | Jean Genet Översättning Eva Alexanderson  | Norrköping-Linköping stadsteater |

## Radioteater

### Roller
| År   | Roll       | Produktion                                  | Regi            |
| ---- | ---------- | ------------------------------------------- | --------------- |
| 1950 | Constantia | Salig överstens döttrar Katherine Mansfield | Gustaf Molander |